# جمیل ویلسون
جمیل ویلسون (انگلیسی: Jamil Wilson؛ زادهٔ ۲۱ نوامبر ۱۹۹۰) بازیکن بسکتبال اهل ایالات متحده آمریکا است.
از باشگاه‌هایی که در آن بازی کرده‌است می‌توان به بسکتبال مردان اورگن داکس اشاره کرد.